# Alfonso Orueta

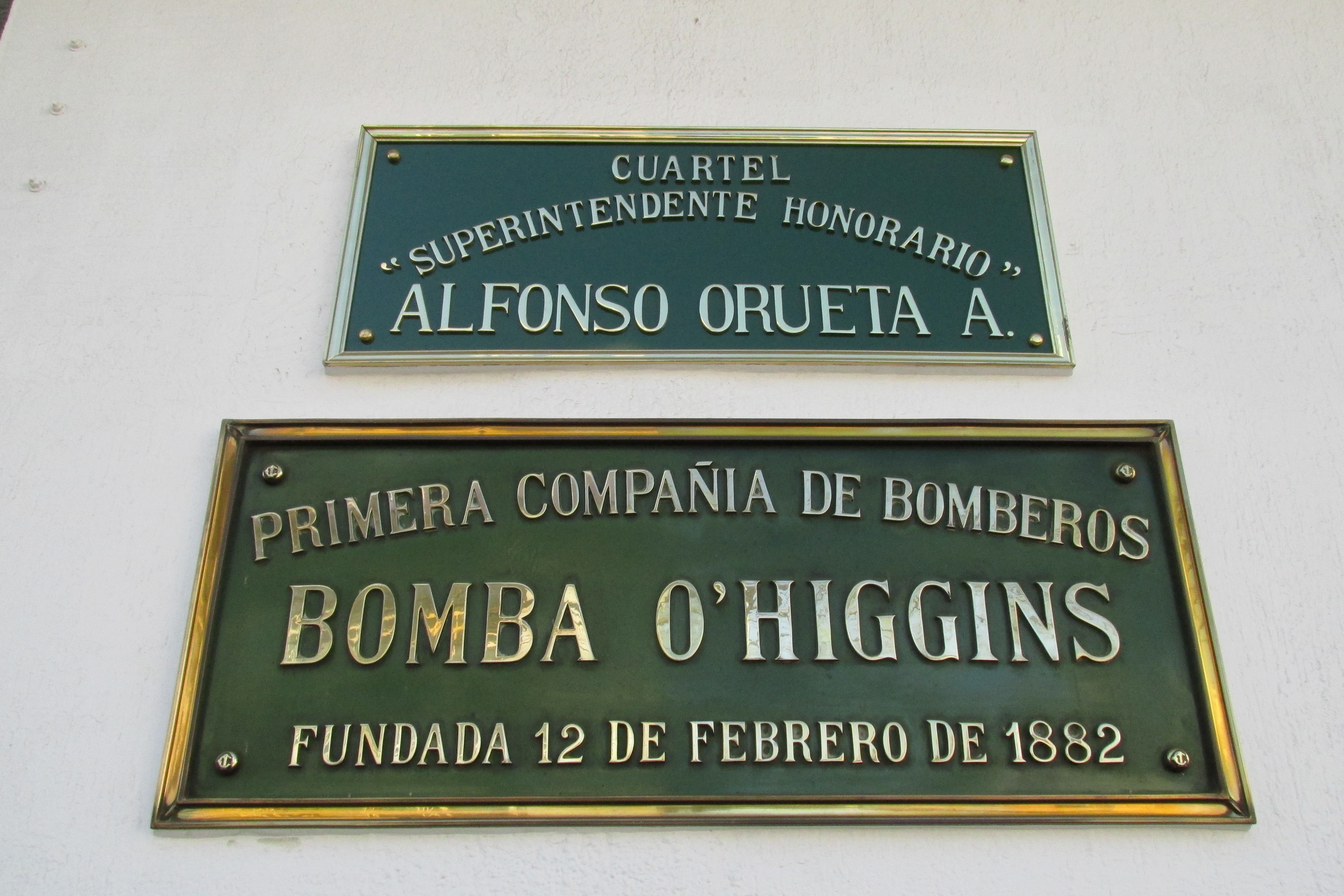
Placa en honor a Orueta en el cuartel de la Primera Compañía de Bomberos de Rancagua.

Alfonso José Orueta Ansoleaga (Rengo, 3 de noviembre de 1929-Rancagua, 3 de octubre de 2012) fue un político y dirigente de fútbol chileno.

## Biografía
Nació en 1929, hijo del vicecónsul de España en Rancagua, Fernando Orueta Ruiz de Eguílaz, y de Marina Ansoleaga Urrechaga. Estudió en el Instituto O'Higgins de Rancagua.
En 1971 fue elegido alcalde de Rancagua, durando su cargo hasta 1973. Fue presidente del Club Deportivo O'Higgins de Rancagua entre 1976 y 1982. En su último año en la diligencia del club celeste, fue también presidente de la Federación de Fútbol de Chile (1981-1982).
Con el renacimiento de los partidos políticos en el final de la década de 1980, se hizo militante de Renovación Nacional, partido político de derecha, y en 1988 fue designado alcalde de Rancagua por un segundo período. Sin embargo, al año siguiente dejó su cargo para postularse a senador en la elección parlamentaria de ese año, pero finalmente la Concertación logró doblar la votación de su lista, siendo electos Anselmo Sule y Nicolás Díaz. En 1997 se postuló como diputado por el distrito 32 (Rancagua), pero en esa elección resultaron elegidos Alejandro García-Huidobro y Aníbal Pérez.
Falleció el 3 de octubre de 2012 en Rancagua.

## Historial electoral

### Elecciones parlamentarias de 1989
- Elecciones parlamentarias de 1989 a senador por la Circunscripción 9 (Región de O´Higgins).[4]

| Candidato                   | Pacto                          | Partido | Votos   | %     | Resultado |
| --------------------------- | ------------------------------ | ------- | ------- | ----- | --------- |
| Nicolás Díaz Sánchez        | Concertación por la Democracia | PDC     | 106.182 | 29,68 | Senador   |
| Anselmo Sule Candia         | Concertación por la Democracia | ILA     | 105.728 | 29,55 | Senador   |
| Alfonso Orueta Ansoleaga    | Democracia y Progreso          | RN      | 62.768  | 17,54 |           |
| Manuel Valdés Valdés        | Democracia y Progreso          | ILB     | 35.764  | 10,00 |           |
| Rafael Cumsille Zapapa      | Alianza de Centro              | ILD     | 24.952  | 6,97  |           |
| Domingo Durán Neumann       | Alianza de Centro              | DR      | 15.200  | 4,25  |           |
| Ricardo Hernán Bustos Gómez | Liberal-Socialista Chileno     | PL      | 7.216   | 2,02  |           |

### Elecciones parlamentarias de 1997
- Elecciones parlamentarias de 1997 a diputado por el Distrito 32 (Rancagua).[5]

| Candidato                            | Pacto                                      | Partido | Votos  | %     | Resultado |
| ------------------------------------ | ------------------------------------------ | ------- | ------ | ----- | --------- |
| Aníbal Pérez Lobos                   | Concertación de Partidos por la Democracia | PPD     | 30.927 | 37,88 | Diputado  |
| Alejandro García-Huidobro Sanfuentes | Chile 2000                                 | UCCP    | 18.890 | 23,14 | Diputado  |
| Alfonso Orueta Ansoleaga             | Unión por Chile                            | RN      | 10.917 | 13,37 |           |
| Juan Romero Escobar                  | Concertación de Partidos por la Democracia | PDC     | 7.699  | 9,43  |           |
| Julio Ugas Pulgar                    | La Izquierda                               | PC      | 5.914  | 7,24  |           |
| Inaki Busto Berasaluce               | Unión por Chile                            | UDI     | 4.405  | 5,4   |           |
| Mónica Riveros Aguilar               | Partido Humanista                          | PH      | 1.243  | 1,52  |           |
| Guido Oyarzún Gordoniz               | Partido Humanista                          | PH      | 1.225  | 1,5   |           |
| Felipe Buamscha Salvador             | Chile 2000                                 | UCCP    | 425    | 0,52  |           |